# Akdamar
Akdamar (tur. Akdamar Adası, kurdski: Girava Axtamarê), također poznat kao Aghtamar (arm. Աղթամար) ili Akhtamar (arm. Ախթամար), je drugi po veličini od četiri otoka u jezeru Van, u istočnoj Turskoj. Veličine oko 0,7 km², nalazi se otprilike 3 km od obale. Na zapadnom kraju otoka, tvrda, siva, vapnenačka litica uzdiže se 80 m iznad razine jezera (1912 m nadmorske visine). Otok se spušta prema istoku do ravnog mjesta gdje izvor daje dovoljno vode.
Na otoku se nalazi armenska katedrala Svetog križa iz 10. stoljeća, koja je bila sjedište armenskog apostolskog Agtamarskog katolikosata od 1116. do 1895. godine.

## Etimologija
Podrijetlo i značenje imena otoka je nepoznato, ali postoji objašnjenje narodne etimologije, temeljeno na staroj armenskoj legendi. Prema priči, armenska princeza po imenu Tamar živjela je na otoku i bila zaljubljena u pučana. Ovaj bi dječak svaku noć plivao od obale do otoka, vođen svjetlom koje mu je ona upalila. Njezin je otac saznao za dječakove posjete. Jedne noći, dok je čekala svog ljubavnika da stigne, otac joj je razbio svjetlo, ostavivši dječaka nasred jezera bez vodiča koji bi mu pokazao u kojem smjeru da pliva. Utopio se, a njegovo je tijelo izbacilo na obalu i, kako legenda zaključuje, činilo se kao da su mu se riječi "Akh, Tamar" (Oh, Tamar) zaledile na usnama. Legenda je bila inspiracija za poznatu pjesmu Hovhannesa Tumanyana iz 1891.
Akdamar, (što na turskom znači "bijela vena", a zvuči slično kao izvorno ime otoka) od tada je postao službeni naziv otoka.

## Povijest
Tijekom svoje vladavine, kralj Gagik I. Artsruni (vladao 908. – 943./944.) Armenskog kraljevstva Vaspurakan izabrao je otok za jednu od svojih rezidencija. Osnovao je naselje i podigao veliku četvrtastu palaču bogato ukrašenu freskama, sagradio pristanište poznato po složenoj hidrotehničkoj konstrukciji, uredio ulice, vrtove i voćnjake, posadio drveće i uredio prostore za rekreaciju za sebe i svoj dvor. Jedina preživjela građevina iz tog razdoblja je Palatinska katedrala Svetog Križa ( arm. Սուրբ Խաչ եկեղեցի Surb Khach yekeġetsi ). Sagradio ju je arhitekt-redovnik Manuel od ružičastog vulkanskog tufa između 915. i 921. godine, s unutarnjim dimenzijama 14,80 m × 11,5 m, a kupola seže 20,40 m iznad zemlje. U kasnijim stoljećima, sve do 1915. godine, činila je dio samostanskog kompleksa čije se ruševine i danas vide južno od crkve.
Između 1116. i 1895. otok je bio sjedište Agtamarskog katolikosata Armenske apostolske crkve. Khachatur III., koji je umro 1895., bio je posljednji katolikos Aght'amara.  U travnju 1915., tijekom armenskog genocida, redovnici na Aght'amaru su masakrirani, katedrala opljačkana, a samostanske zgrade uništene.
Dana 28. kolovoza 2010. godine na otoku je otvorena mala solarna elektrana za opskrbu električnom energijom lokalnih instalacija.

## Katedrala Svetog Križa
Arhitektura crkve temelji se na obliku koji je razvijen u Armeniji nekoliko stoljeća ranije; najpoznatiji primjer je crkva sv. Hripsime iz sedmog stoljeća u Ečmijadzinu, koja uključuje kupolu sa stožastim krovom.
Jedinstvena važnost Katedralne crkve Svetog Križa proizlazi iz opsežnog niza reljefnih rezbarija uglavnom biblijskih prizora koji krase njezine vanjske zidove. Značenja ovih reljefa bila su predmet mnogih i različitih tumačenja. Nisu sva ova nagađanja nastala u dobroj vjeri - na primjer, turski izvori ilustriraju islamske i turske utjecaje iza sadržaja nekih od reljefa, kao što je istaknuti prikaz princa koji sjedi prekriženih nogu u turskom stilu, na plitkom reljefu. Neki znanstvenici tvrde da su frizovi paralelni sa suvremenim motivima koji se nalaze u Omejidskoj umjetnosti - kao što su princ s turbanom, arapski stilovi odijevanja, prikazi vina; prisutne su i aluzije na kraljevske sasanidske slike (na primjer grifoni).

### Vandalizam
Nakon 1915. crkva je bila znatno vandalizirana. Prije obnove crkve reljefi na zidu crkve služili su kao streljana. Zakarya Mildanoğlu, arhitekt koji je bio uključen u proces obnove crkve, objašnjava situaciju tijekom intervjua s Hrantom Dinkom: "Fasada crkve puna je rupa od metaka. Neke od njih su toliko velike da se ne mogu pokriti tijekom procesa obnove." Tijekom mnogih konferencija vezanih uz obnovu crkve Akhtamar, akademici i arhitekti identificirali su proces pokrivanja rupa od metaka kao najteži dio obnove. Neki tvrde da su armenske crkve i nadgrobni spomenici bili izloženi vandalizmu kao dio politike turske vlade koja ima za cilj uništavanje armenske baštine u Anadoliji.
Godine 1951. izdana je naredba da se crkva sruši, ali je pisac Yasar Kemal uspio zaustaviti njeno uništavanje. Objasnio je situaciju Alainu Bosquetu: "Bio sam na brodu od Tatvana do Vana. Susreo sam se s vojnim časnikom dr. Cavitom Beyem na brodu. Rekao sam mu da u ovom gradu postoji crkva koja potječe od Armenaca. To je remek-djelo. Ovih dana ruše ovu crkvu. Sutra ću vas odvesti tamo. Ova crkva je spomenik Anadolije. Možete li mi pomoći da zaustavim uništavanje? Sutradan smo otišli tamo s vojnim časnikom. Već su srušili mala kapelica pokraj crkve. Vojni časnik se naljutio i rekao radnicima: „Naređujem vam da prestanete s radom. Sastat ću se s guvernerom. Nema micanja dok se ponovno ne vratim na otok". Radnici su odmah zaustavili rušenje. Stigli smo u središte grada Vana. Kontaktirao sam novine Cumhuriyet. Obavijestili su Ministarstvo obrazovanja o rušenju. Dva dana kasnije, ministar Avni Başman je telegrafirao guverneru Vana i naredio da se trajno zaustavi rušenje. 25. lipnja 1951., dan kada je stigla naredba, dan je oslobođenja crkve."

### Restauracija
Između svibnja 2005. i listopada 2006. crkva je prošla kroz kontroverzni program obnove. Restauracija je imala navedeni proračun od 2 milijuna turskih lira (otprilike 1,4 milijuna USD), a financiralo ju je tursko Ministarstvo kulture. Službeno je ponovno otvoren kao muzej 29. ožujka 2007. na ceremoniji kojoj su nazočili turski ministar kulture, vladini dužnosnici, veleposlanici nekoliko zemalja, patrijarh Mesrob II (duhovni vođa armenske pravoslavne zajednice Turske), izaslanstvo iz Armenije na čelu sa zamjenikom armenskog ministra kulture, te velikom skupinom pozvanih novinara iz mnogih novinskih kuća diljem svijeta.
Özdemir Çakacak, guverner Vana, opisao je obnovu crkve kao "znak turskog poštovanja prema povijesti i kulturi". Dužnosnik muzeja u Državnom odjelu Turske dodao je: "Nismo mogli ignorirati artefakte naših armenskih građana i nismo ih ignorirali." Znakovi koji su najavljivali ponovno otvaranje crkve glasili su tur. Tarihe saygı, kültüre saygı – Poštujte povijest, poštujte kulturu.

## Daljnje čitanje
- Sirarpie Der Nersessian, Aght'amar, Church of the Holy Cross (Cambridge, Mass., 1964).
- Sirarpie Der Nersessian and H. Vahramian, Documents of Armenian Architecture, Vol. 8: Aght'amar (Milan, 1974).
- J. G. DavieMedieval Armenian Art and Architecture: The Church of the Holy Cross, Aght'amarmar (London, 1991).
- Mnatsakanian, Stepan; Rainer K. Lampinen. 1986.  Varteres Karagozian (ur.). Aghtamar. Editions Erebouni. Finland. LCCN 86-80509
- Lynn Jones, Between Islam and Byzantium: Aght'amar and the Visual Construction of Medieval Armenian Rulership (Aldershot, Ashgate, 2007).
- Hewsen, Robert H. 2001. Armenia: A Historical Atlas. University of Chicago Press. Chicago. ISBN 0-226-33228-4

## Vanjske poveznice
- Armenian Religious Service in Turkey: Breaking a Taboo in Akdamar
- Information about Akdamar Island from Sacred Sites, Places of Peace and Power
- The Surp Hach (Saint Cross) church on Akhtamar Island
- A detailed study of the reliefs on the east facade of the Holy Cross church on Aghtamar island
- The 1973 pre-restoration photographic survey of the Cathedral of the Holy Cross at Akdamar Island
- Observations and comments on the 2005-2006 restoration of the church
- UNESCO